# کوزونوها

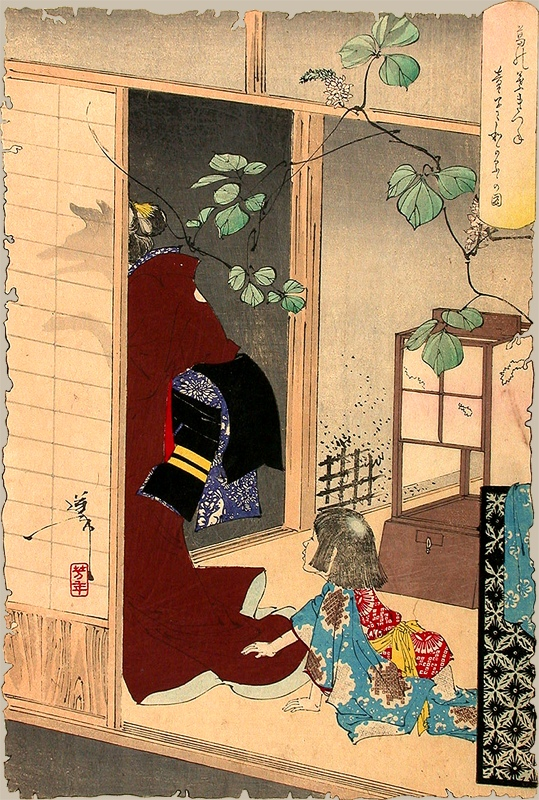
روباه کوزونوها کودکش را ترک می‌کند. نام یک نقاشی معروف اثر یوشی‌توشی است.

کوزونوها (به ژاپنی: 葛の葉 Kuzunoha Kuzu-no-Ha) در فولکلور ژاپنی نام یک شخصیت محبوب از انواع کیتسونه (روباه) است. نام این روباه مؤنث به معنی برگ کودزو است. کوزونوها مادر آبه‌نوسی‌می اونمیوجی (کیهان‌شناس به سبک ژاپنی) معروف‌است.

## خلاصه داستان
مرد اشراف‌زادهٔ جوانی آبه‌نویاسونا در سر راه خود از زیارت معبد شینودا در استان ستتسو (استان‌های قدیم ژاپن) به یک جوان ارتشی برخورد می‌کند که برای استفادهٔ دارویی از کبد روباه، به شکار روباه مشغول بوده‌است. یاسونا با شکارچی روباه درگیر می‌شود و پس از زخم‌های متعددی که در طی این درگیری پیدا می‌کند باعث رهایی روباه سفیدی می‌شود که در دام افتاده بوده‌است. پس از آن، یک زن زیبا به نام کوزونوها می‌آید و کمک می‌کند تا او را به خانه‌اش بازگردد.
در واقع، این زن یک روباه بود که جهت التیام زخم‌های او خود را به شکل انسان درآورده بود. یاسونا عاشق کوزونوها می‌شود و با او ازدواج کنند. بعدها، کازونوها فرزندی به نام، سی‌می (نام دوران کودکی دوجی)، به دنیا می‌آورد. کوزونوها کم کم متوجه می‌شود که فرزندش بخشی از طبیعت مافوق
چند سال بعد، هنگامیکه که کوزونوها در حال نظارهٔ گل‌های داوودی بود، نوک دم او توجهٔ پسرش سی‌می را جلب می‌کند. و ماهیت واقعی او برای پسرش روشن می‌شود. کازونوها آماده ترک برای بازگشت به زندگی خود را در بین گیاهان خودرو (وحشی) می‌شود. او پشت یک برگ شعر خداحافظی برای شوهرش می‌نویسد و از یاسونا درخواست می‌کند که برای دیدن او به جنگل شینودا بیاید.
یاسونا و پسرش سی‌می برای جستجوی او به جنگل شینودا می‌روند و در آخر کازونوها خود را به آنان در شمایل یک روباه نشان می‌دهد. در آخر آشکار می‌شود که او کامی، یا روح، معبد شینودا بوده‌است. او به پسرش سی‌می قدرت درک زبان حیوانات را به عنوان یک هدیه اهدا می‌کند.